# Stationsleittechnik
Unter dem Begriff Stationsleittechnik werden Geräte und Einrichtungen zusammengefasst, die in Anlagen der Energieverteilung- und versorgung die Kommunikation zwischen digitalen Schutzgeräten und der lokalen Stationsleittechnik ermöglichen. Diese Stationsleitebene überschneidet sich dabei oft mit der Feldleitebene.
Ziel dieser Technik ist es, das lokale System zu bedienen, zu protokollieren und Ereignisse wie Betriebsmeldungen, Messwerte und Störschriebe zu archivieren. Oft stellt die Stationsleittechnik auch das Bindeglied zur Fernwirktechnik her und ist daher auf der Fernwirkseite oftmals multiprotokollfähig ausgelegt. 
Der Hauptunterschied zwischen der Stationsleittechnik und der Fernwirktechnik ist in der Anzahl der angeschlossenen Clients zu sehen. In einer Station können über mehrere Spannungsebenen mehr als 100 digitale Schutzgeräte mit verschiedenen Schutzmechanismen angeschlossen sein, die in der Stationsleittechnik ein Abbild aktualisieren, während die Kommunikation zur übergeordneten Netzleitebene sich auf wenige betriebsführungsrelevante Daten bezieht.
Wichtige Merkmale für die Stationsleittechnik sind im Zusammenhang mit den Anforderungen an die digitalen Schutzgeräte u. a.
- Redundanzfähigkeit
- Statusführung (gültig, ungültig, gesperrt, nachgeführt etc.) für alle Informationen
- Uhrzeitführung und Genauigkeit
- übergeordnete Verriegelungen

Unwesentlicher und daher ein Abgrenzungsmerkmal gegen Prozessautomatisierungstechnik wie z. B. Alan Bradley und Simatic S7 ist dagegen Verarbeitungsgeschwindigkeit, Wartbarkeit, Visualisierung. Ein typisches Beispiel dieser Technik ist die Sinaut LSA der Siemens AG, die seit 1988 in einer Entwicklung über neun Versionen sich von einer reinen Stationsleittechnik zur „Vor-Ort-Bedienung“ (LSA678) zu einem multifunktionalen Knoten entwickelt wurde, an die in der letzten Ausbaustufe auch vollgrafische Bedienplätze (LSAVIEW) und mehrere Netzleitstellen angeschlossen werden
konnten.